# Маседониън (фрегата)
„Маседониън“ е пети ранг фрегата тип „Лайвли“ с 38 оръдия на Кралския флот на Великобритания (на английски: HMS Macedonian, в превод Македонец), пленена в 1812 година от американските военноморски сили по време на Британско-американската война и служила в американския флот до 1834 година (USS Macedonian).

## Служба в Кралския флот
Фрегатата е построена в Уулуичката корабостроителница, Англия, в 1809 година, пуснат на вода на 2 юни 1810 година и постъпва на служба същия месец под командването на капитан лорд Уилям Фицрой. В първия екипаж е и 13-годишния Самюъл Лийч, който по-късно пише спомени за службата си. „Маседониън“ откарва войска в Лисабон, Португалия, след което остава в района като охранителен съд срещу евентуална френска морска атака по време на Полуостровната война. Капитан Фицрой фалшифицира документите на кораба и така злоупотребява с пари, заради което е осъден от военен съд през март 1811 година и уволнен.
Фицрой временно е заместен от Уилям Уолдгрейв, който командва кораба няколко месеца, след което е заместен от Джон Сърман Кардън. Кардън наема оркестър, което се възприема добре от екипажа, но не се разбира с първия лейтенант Дейвид Хоуп.
През януари 1812 година „Маседониън“ получава заповед тайно да достави менителници до Норфолк, Вирджиния, и да докара обратно еквивалента в златни и сребърни монети като част от схема за поддържане на платежоспособността на Банката на Англия. По време на посещението Карден се социализира с местния елит в Норфолк, включително с капитан Стивън Дикейтър, но проваля мисията си като неволно издава плана и се завръща в Лисабон с празни ръце. Кардън вечеря често с Дикейтър и жена му Сюзън като залага боброва шапка за своя победа при евентуално сражение между корабите им.
През септември 1812 година „Маседониън“ получава заповед да придружи кораб на Британската източноиндийска компания до Мадейра, след което да обикаля в търсене на плячка, докато му стигнат припасите.

### Сражение с „Юнайтид Стейтс“
„Маседониън“ напуска Мадейра на 22 октомври 1812 година. Сутринта на 25 октомври среща фрегатата „Юнайтид Стейтс“ на Съединените щати, с които Великобритания от юни същата година е във война. „Юнайтид Стейтс“ е под командването на Стивън Дикейтър и е тежка фрегата с 44 оръдия общо 864 фунта срещу 528-те на „Маседониън“. „Юнайтид Стейтс“ се обръща по вятъра и кара „Маседониън“ да я преследва. След приближаването на двата кораба, за няколко минути тежкият огън от 24-фунтовите оръдия на „Юнайтид Стейтс“ свалят и трите мачти на „Маседониън“ и продупчват корпуса. След това „Юнайтид Стейтс“ временно се отдалечава и оставя Кардън и Хоуп да осмислят положението. При повторното приближаване, Кардън сваля знамето си и така „Маседониън“ става вторият британски кораб, който се предава на американците по време на войната.

## Служба в Американския флот
Дикейтър се постарава да запази „Маседониън“ и изпраща отряд да го поправи, което отнема две седмици. След това, Дикейтър се завръща с пленения кораб в Нюпорт, Роуд Айлънд, на 4 декември 1812 година и предизвиква сензация в страната. На 12 август американската фрегата „Конститюшън“ побеждава британската „Гериер“, но тя е прекалено пострадала, за да може да бъде спасена. Дикейтър и екипажът му получават поздравления от Конгреса и от президента Джеймс Мадисън.
„Маседониън“ става ценна придобивка на малкия американския военноморски флот. Името на кораба е запазено, а командир става капитан Джейкъб Джоунс. На 24 май 1813 година „Юнайтид Стейтс“, „Маседониън“ и шлюпът „Хорнет“ се опитват да излязат в открито море от Статън Айлънд през Санди Хуук. Проливът обаче се пази от силна британска блокада – два линейни кораба и три фрегати. Дикейтър прокарва корабите си през пристанището на Ню Йорк и през Хел Гейт навлиза в Ийст Ривър. При Лонг Айлънд мълния поразява главната мачта на „Юнайтид Стейтс“ и след забавяне за поправка малкият флот стига Монтаук Пойнт, най-източната точка на Лонг Айлънд. Пред тях обаче има силна британска блокада и корабите са принудени да навлязат в река Темз, Кънетикът, където „Юнайтид Стейтс“ и „Маседониън“ остават до края на войната, а „Хорнет“ успява на 14 ноември 1814 година да се промъкне покрай блокадата и да излезе в открито море.
На 20 май 1815 година, по време на Втората берберска война, „Маседониън“ отплава за Средиземно море, за да се присъедини към ескадрата от 10 кораба на комодор Дикейтър в Алжир. На 17 юни фрегатата участва в залавянето на алжирския флагмански кораб, фрегатата „Машуда“ заедно с фрегатите „Констелейшън“ и „Гериер“ и шлюповете „Епервиер“ и „Онтарио“ в битката при нос Гата. След капитулацията на Алжир през юли и на Тунис и Триполитания през август, в продължение на три години „Маседониън“ патрулира в Средиземно море и край Източния бряг на Съединените щати.
От януари 1819 до март 1920 година фрегатата оперира край тихоокеанския бряг на Южна Америка, като осигурява помощ и закрила на търговски съдове в размирните години на латиноамериканските колониални бунтове.
През юни 1821 година корабът се завръща в Бостън. През този период корабът е кораб банка, който работи с различни капери, като на него под командата на капитан Доунс се оставят големи депозити от по над 100 000 долара. Моряците на кораба се оплакват от лошите условия и лошата храна, при положение, че през ръцете им минават огромни пари.
В 1826 година корабът отплува за Западните Индии, където помага за премахването на пиратството. На 11 юни 1826 година корабът отплува от Норфолк за служба в Тихоокеанскага ескадра и се завръща на 30 октомври 1828 година. В същата година корабът е свален от служба и разглобен във военното пристанище на Норфолк. Сред екипажа на последното плаване на кораба е Уилям Хенри Леонард По.